# 다니엘 호퍼

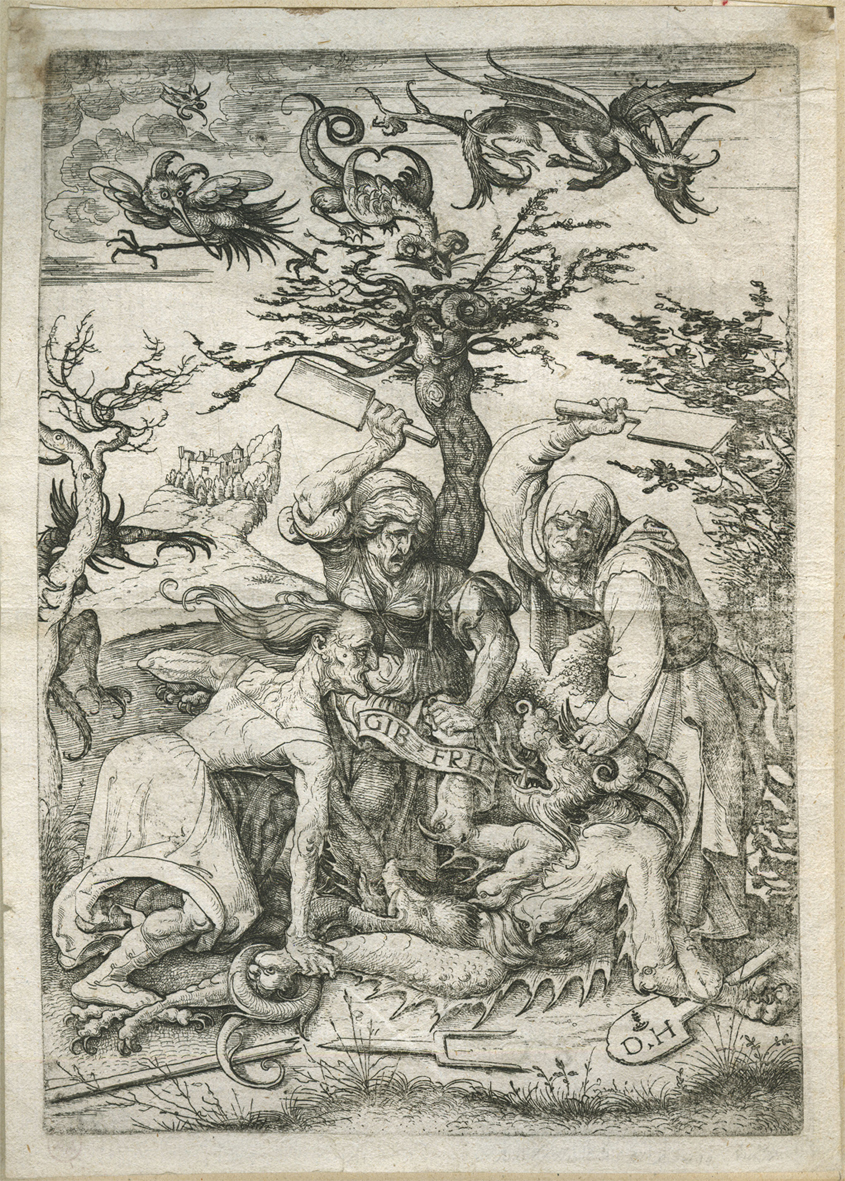

다니엘 호퍼(1470, 출생지 카우프베렌 - 1536, 사망지 아우크스부르크)는 15세기 말 최초로 인쇄에 식각법을 사용했다고 추정되는 독일의 예술가이다.